# Oraviţa
Oravița (udtale: oˈravit͡sa; ungarsk: Oravicabánya; tysk: Orawitz; tjekkisk: Oravice) er en by i den historiske region Banatet i distriktet Caraș-Severin i Rumænien. Byen har 9.346 (2021) indbyggere. Dens teater er en fuldt funktionsdygtig, nedskaleret udgave af det gamle Burgtheater i Wien.
Seks landsbyer er administreret af byen: Agadici (Agadics; Agaditsch), Brădișoru de Jos (indtil 1960 Maidan; Majdán), Broșteni (Brostyán), Ciclova Montană (Csiklóbánya; Montan-Tschiklowa), Marila (Marillavölgy; Marillathal) og Răchitova (Rakitova).

## Anina-Oravița jernbane
Jernbanen fra Anina til Oravița var den første bjergbane i Ungarn og det nuværende Rumænien. Den blev åbnet i 1863 og er stadig i brug til turistformål, og den er blandt de smukkeste jernbaner i Europa på grund af meget maleriske landskaber, viadukter og lange tunneller.